# Paul Coll
Paul Daniel Coll (* 9. května 1992 Greymouth) je novozélandský hráč squashe. 
Zpočátku se věnoval pozemnímu hokeji, na squash se zaměřil v šestnácti letech. V roce 2011 debutoval v novozélandské reprezentaci, od roku 2013 žije a trénuje v Nizozemsku. V letech 2016 a 2017 se stal s Joelle Kingovou mistrem světa ve smíšené čtyřhře. Jeho prvním velkým individuálním úspěchem bylo vítězství na Open International de Squash de Nantes v roce 2019. Stal se finalistou světového šampionátu 2020 ve dvouhře, v letech 2021, 2022 a 2024 byl vyřazen v semifinále. 
V letech 2021 a 2022 vyhrál mužskou dvouhru na British Open Squash Championships, nazývaném „squashový Wimbledon“. Od března 2022 do ledna 2023 byl jako první Novozélanďan v čele mužského světového žebříčku Professional Squash Association. Na Hrách Commonwealthu v roce 2022 vyhrál jak dvouhru, tak s Joelle Kingovou i smíšenou čtyřhru. V roce 2023 získal první titul na US Open. Celkem vyhrál 27 turnajů, z toho pět v kategorii major, sedmkrát se stal squashovým mistrem Nového Zélandu. Je také nositelem Novozélandského řádu za zásluhy.
Paul Coll je synovcem novozélandského ragbisty Tonyho Colla. Jeho manželkou je od roku 2024 belgická squashistka Nele Collová (rozená Gilisová).